# Niihama
Niihama (Japans: 新居浜市, Niihama-shi) is een Japanse stad in de prefectuur Ehime. In 2010 telde de stad 125.711 inwoners.

## Geschiedenis
Op 3 november 1937 werd Niihama benoemd tot stad (shi). In 2003 werden de gemeente Besshi toegevoegd aan de stad.

## Partnersteden
- Dezhou, China

Steden:
Imabari · Iyo · Matsuyama (Hoofdstad) · Niihama · Ozu · Saijo · Seiyo · Shikokuchuo · Toon · Uwajima · Yawatahama

Districten:
Iyo · Kamiukena · Kita · Kitauwa · Minamiuwa · Nishiuwa · Ochi
Gemeenten per district